# Municipio de Washington (condado de Mercer, Misuri)
El municipio de Washington (en inglés: Washington Township) es un municipio ubicado en el condado de Mercer en el estado estadounidense de Misuri. En el año 2010 tenía una población de 411 habitantes y una densidad poblacional de 2,79 personas por km².

## Geografía
El municipio de Washington se encuentra ubicado en las coordenadas 40°18′48″N 93°34′46″O / 40.31333, -93.57944. Según la Oficina del Censo de los Estados Unidos, el municipio tiene una superficie total de 147.21 km², de la cual 147,19 km² corresponden a tierra firme y (0,02 %) 0,03 km² es agua.

## Demografía
Según el censo de 2010, había 411 personas residiendo en el municipio de Washington. La densidad de población era de 2,79 hab./km². De los 411 habitantes, el municipio de Washington estaba compuesto por el 95,86 % blancos, el 0,97 % eran amerindios, el 1,46 % eran asiáticos y el 1,7 % eran de una mezcla de razas. Del total de la población el 0 % eran hispanos o latinos de cualquier raza.